# Scopula coangulata
Scopula coangulata är en fjärilsart som beskrevs av Louis Beethoven Prout 1920. Scopula coangulata ingår i släktet Scopula och familjen mätare. Inga underarter finns listade.